# 田中茉莉香
田中茉莉香は、元女優、現コンセプトカフェ（秋葉原）の経営者。

## 出演作品

### 映画
- 日輪の遺産（奥山郁）(2011)
- 近キョリ恋愛 (2014)
- エイプリルフールズ(2015)
- きょうのキラ君(2017)

### ドラマ
- ブラックボード〜時代と戦った教師たち〜 第二夜
- 私立バカレア高校 1話（カオル）
- 35歳の高校生 1、3、7、10話（女子生徒）
- 私 結婚できないんじゃなくて、しないんです（高校時代レギュラークラスメイト）
- ウチの夫は仕事ができない 4話（女子高生）

### 舞台
- 千手観音My夢Dream（2009年）
- 劇団14歳 第1限目「教室短編集」（2012年）
- スワンの涙〜遥かなる雪と紅〜（2015年）

### 雑誌
- キッズスタイル（2006年10月号）
- ニコ☆プチ（2008年 秋号、2009年 4月号、6月号 読者モデル）

### TV
- 天才てれびくんドラマ「忍者スピリッツ」
- 「あさイチ」
- 「ワラッチャオ!」
- 「人生を変えた言葉物語」
- 「魔女たちの22時」
- 「スッキリ!!」
- 「人生が変わる1分間の深イイ話」
- 「踊る!さんま御殿!!」
- 「未来シアター」
- 「ザ!世界仰天ニュース」
- 「ファミリーヒストリー」
- 「ザ・ドキュメンタリー内海桂子編」(内海好江)
- 「news every」
- 「有吉ゼミ」
- 「行列のできる法律相談所」
- 「ペケポン」
- 「巷のリアルTVカミングアウト！」
- 「世紀の瞬間スーパーナンペイ事件」
- 「真実解明バラエティ！トリックハンター」
- 「沸騰ワード10」

### その他
- 「(株) ゲオ」求人広告
- 東京ディズニーランド「シンデレラのフェアリーテイルホール」VP
- 東京ディズニーランドホテルイメージモデル
- bodyphon使い方ムービー アリナシ篇
- 境界の彼方（茅原実里）PV
- Digipri年賀状2015 WebCM
- スノードロップ -そのまなざしは、僕の希望だ。-（モデル）
- 映学社DVD「妊娠・出産に戸惑うあなたへ児童虐待を防ぐ」（主人公）
- 「三井住友銀行」VP
- 日本科学未来館「ポケモン研究所〜キミにもできる！新たな発見〜」メディア内覧会
- 乃木坂46「13日の金曜日」MV
- AKB48「金の羽を持つ者よ」MV
- SKE48「キャラメルキャッツ」ファーストシングルMV
- 政府インターネットTV
- 地震対策ビデオ
- 「ふれあい館」施設3D映像（東京都水道局）
- 森永「ハイチュウプレミアム〜全然違うブラインドテスト〜」webムービー
- 「養老乃瀧」求人広告
- 日清シスコ「ごろっとグラノーラ」WEB
- ｢TwitterJapan」VTR
- 映学社「大学生就職対策シリーズ」DVD
- 田辺三菱製薬「タリオン」VP 患者役
- ｢DAZN」プレス用映像